# Nesohispa
Nesohispa là một chi bọ cánh cứng trong họ Chrysomelidae.
Chi này được miêu tả khoa học năm 1913 bởi Maulik.

## Các loài
Chi này gồm các loài:
- Nesohispa lambaciras (Maulik, 1913)